# Suimanga del miombo oriental
El suimanga del miombo oriental (Cinnyris manoensis) és un ocell de la família dels nectarínids (Nectariniidae).

## Hàbitat i distribució
Viu als clars del bosc, matolls i terres de conreu de les terres baixes des de Tanzània central fins Zimbabwe i sud de Moçambic.

## Taxonomia
Sovint considerada coespecífica del suimanga del miombo occidental (Cinnyris gertrudis), van ser separats recentment.